# Compositor

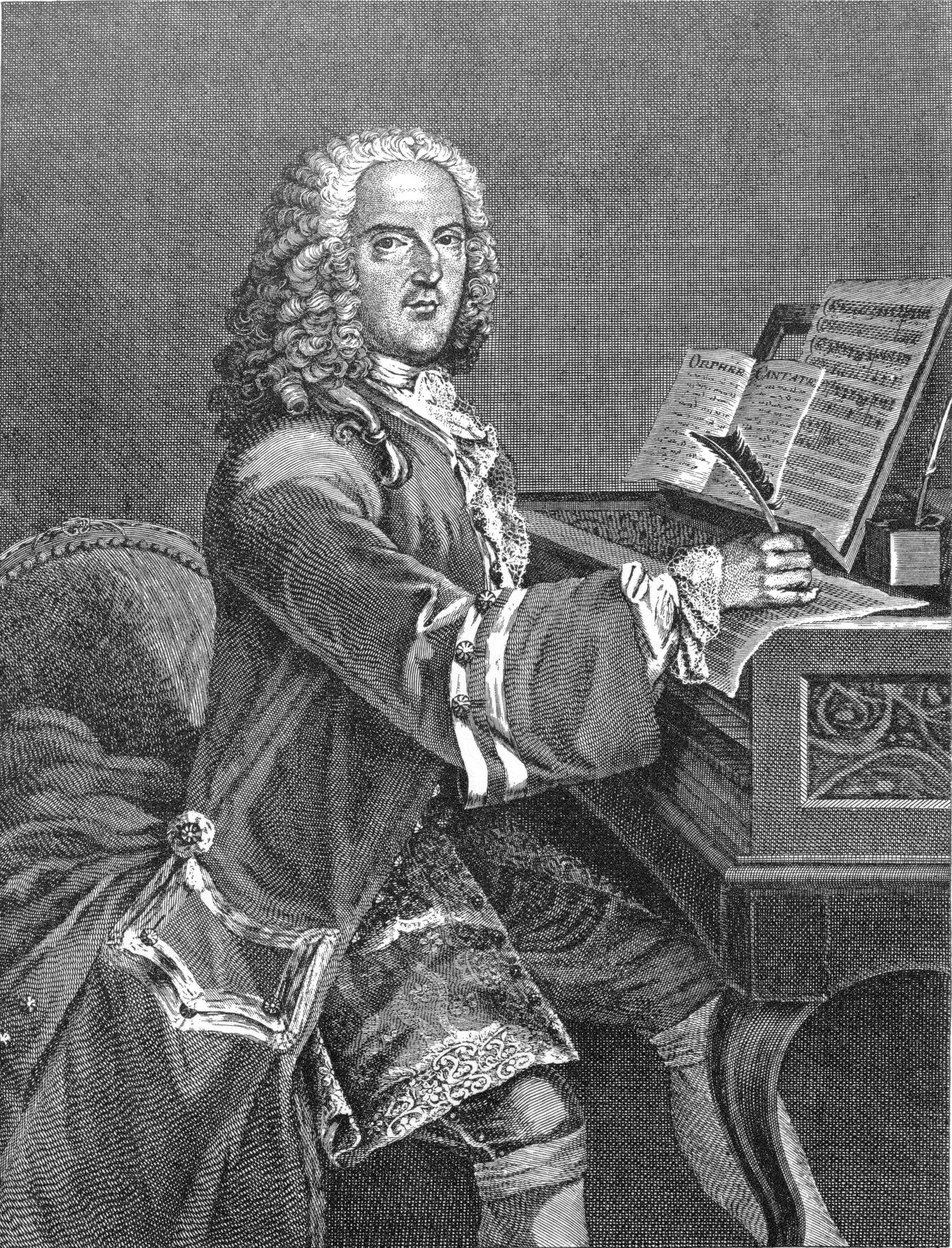
Louis-Nicolas Clérambault

Un compositor es aquella persona «que hace composiciones musicales». Es quien sabe escribir composiciones musicales según las normas artísticas, en las que básicamente organiza una serie de sonidos teniendo como base los parámetros de la teoría. Existen el compositor dramático, que compone óperas, y el compositor sinfónico, que compone música sinfónica.
El compositor es aquel que inventa música trabajando los sonidos de forma imaginativa con el fin de poder crear su propia música, es quien tiene la capacidad de hablar a través de los sonidos. El hablar podría decirse que es el equivalente a improvisar en música y escribir sería el equivalente a componer. El compositor es quien construye la música. Elabora un producto musical que luego puede ser interpretado en distintas ocasiones también por otras personas y permite ser fijado en un soporte, por ejemplo, grabado.
Esto se debe a que la música es una forma artística efímera que necesita ser fijada de alguna manera.
Por eso el compositor, aunque normalmente usa la improvisación, la mayoría de las veces deja un registro escrito de sus composiciones.

## Artista o artesano
El compositor no es solo un artista, es también un artesano y un inventor. Aunque la historia de la música nos muestra algunos genios, la idea de que los compositores son tocados por la varita mágica de la inspiración es un mito.[cita requerida]
El compositor, cuya materia prima son los sonidos y es quien decide qué instrumentos utilizar, debe aprender primero las técnicas de la composición y luego trabajar duramente en su oficio, practicar, equivocarse y borrar, probar nuevas experiencias y así va aprendiendo por ensayo y error de sus propias experiencias. La improvisación y la escucha son importantes, el compositor va escuchando lo que crea y entonces decide continuar o modificarlo.
Generalmente se admite la opinión de que los sonidos se corresponden con ideas y que el compositor está plasmando sus ideas sobre el arte, la música o la vida, a través de su estilo y de sus composiciones. Las ideas musicales van cambiando según el momento en que viva el compositor. Los intentos por etiquetar a los compositores por estilo o por periodo histórico se debe al deseo del espectador de agrupar elementos que considera similares. 
Hablar de un compositor clásico o un compositor moderno, de un compositor barroco o un compositor renacentista, reside en el convencimiento de que todos los demás van a interpretarlo de la misma manera. Cuanto más atrás en el tiempo vivió el compositor estudiado, más fácil es etiquetarlo porque el que escucha o el que lo estudia conoce poco sobre esa época y resulta más sencillo considerar muchos años en un solo bloque. Mientras que cuando el compositor se acerca más a nuestro periodo histórico, podemos conocerlo mejor y notar las diferencias sutiles y el conocimiento de estos detalles ayudan a no mezclarlo todo.

## Historia
Se sabe muy poco de los compositores de las primeras eras. Entre los pocos de los que tenemos noticia se encuentra Mesomedes de Creta, un compositor griego de comienzos del siglo II. Los primeros intentos de fijar la altura de los sonidos tuvieron lugar en el siglo IX. Primitivamente la música se conservaba por tradición oral y no se escribía. Del siglo IX nos quedan referencias de la fama de Ziryab, cuyas innovaciones musicales tuvieron también una fuerte influencia en Hispania.
A pesar de que siempre existieron compositores de música, no tenemos registro de sus nombres hasta la época medieval, cuando en el siglo XI aparecieron los trovadores, que eran músicos y poetas, es decir, escribían la letra y componían la música. Se llamaban ministriles a los encargados de acompañar a los trovadores mediante instrumentos musicales.
Uno de los primeros trovadores de los que tenemos referencia en Europa es Guillermo de Poitiers, duque de Aquitania, quien vivió entre 1089 y 1127. Los trovadores del norte de Francia se llamaban troveros y los alemanes Minnesänger, que significa cantores de amor. En Alemania existían los maestros cantores. Entre los más conocidos figuran Hans Sachs y Enrique von Meissen.
Entre el siglo XII y el siglo XIII aparecieron Magíster Alberto, Leonino o Roberto de Sabilon, todos ellos compositores de Ars antiqua. A partir de Perotino comenzó a usarse el motete primitivo. A partir del siglo XIII surge el Ars nova. Sus representantes más conocidos fueron Guillermo de Machaut, Giovanni da Firenze (fl. 1340–50), quien también aparece como Giovanni da Cascia, Jovannes de Cascia, Johannes de Florentia o Maestro Giovanni da Firenze Jacopo da Bologna y Francesco Landino.
Debido al humanismo y a la creciente importancia del individuo, a partir del Renacimiento cobraron mayor importancia los compositores por sí mismos. Tenemos registro de la fama de Giovanni Pierluigi da Palestrina, el más célebre compositor de polifonía religiosa italiana de esa época. También era conocido Orazio Vecchi, el compositor de la comedia madrigalesca Amfiparnasso, el organista Claudio Merulo, Giovanni Gabrieli y Andrea Gabrieli, compositores de la Basílica de San Marcos en Venecia.
En España se recuerda a Cristóbal de Morales, Francisco Guerrero y Tomás Luis de Victoria. En Inglaterra, durante el siglo XVI, William Byrd, Orlando Gibbons, John Bull y Thomas Morley. En los Países Bajos, Orlando di Lasso, Josquin des Pres, Adrian Willaert y Philippe de Monte.
A partir de 1500 ya los compositores se hacen famosos y sus nombres perduran sin problema en la historia, las composiciones no se consideran grupales, sino producto del genio de un solo individuo.